# Championnat des îles Vierges britanniques de football 2021-2022
Navigation
Édition précédente Édition suivante
La saison 2021-2022 du championnat des îles Vierges britanniques de football est la dixième édition de la BVIFA Football League, le championnat de première division des îles Vierges britanniques.
Les Sugar Boys, tenants du titre, remportent un deuxième championnat dans leur histoire face aux neuf meilleures équipes des îles Vierges britanniques.

## Les équipes participantes
| \| Road Town : Islanders FC Old Madrid One Caribbean One Love United Panthers FC Rebels FC Wolues FC Spanish Town : Lion Heart Sugar Boys Virgin Gorda United Road Town Spanish Town \| Localisation des équipes engagées. |
| Road Town : Islanders FC Old Madrid One Caribbean One Love United Panthers FC Rebels FC Wolues FC Spanish Town : Lion Heart Sugar Boys Virgin Gorda United Road Town Spanish Town                                          |

| Équipe              | Classement 2021 | Ville        | Stade                          |
| ------------------- | --------------- | ------------ | ------------------------------ |
| Sugar Boys          | Champion        | Spanish Town | Virgin Gorda Recreation Ground |
| Lion Heart          | Finaliste       | Spanish Town | Virgin Gorda Recreation Ground |
| Virgin Gorda United | 3e (Super Six)  | Spanish Town | Virgin Gorda Recreation Ground |
| Panthers FC         | 4e (Super Six)  | Road Town    | Sherly Ground                  |
| Wolues FC           | 5e (Super Six)  | Road Town    | Sherly Ground                  |
| Islanders FC        | 6e (Super Six)  | Road Town    | Sherly Ground                  |
| One Caribbean       | 7e              | Road Town    | Sherly Ground                  |
| Old Madrid          | 8e              | Road Town    | Sherly Ground                  |
| Rebels FC           | 9e              | Road Town    | Sherly Ground                  |
| One Love United     | 10e             | Road Town    | Sherly Ground                  |

Légende des couleurs
- Tenant du titre

## Compétition

### Classement
Les dix équipes s'affrontent à deux reprises.
Le barème de points servant à établir le classement se décompose ainsi :
- Victoire : 3 points
- Match nul : 1 point
- Défaite : 0 point

| Rang | Équipe              | Pts | J  | G  | N | P  | Bp | Bc | Diff |
| ---- | ------------------- | --- | -- | -- | - | -- | -- | -- | ---- |
| 1    | Sugar Boys T        | 42  | 18 | 13 | 3 | 2  | 67 | 20 | +47  |
| 2    | Panthers FC         | 34  | 18 | 11 | 1 | 6  | 52 | 31 | +21  |
| 3    | Wolues FC           | 33  | 18 | 10 | 3 | 5  | 37 | 29 | +8   |
| 4    | Rebels FC           | 32  | 18 | 10 | 2 | 6  | 52 | 29 | +23  |
| 5    | Virgin Gorda United | 32  | 18 | 10 | 2 | 6  | 49 | 29 | +20  |
| 6    | One Love United     | 30  | 18 | 9  | 3 | 6  | 42 | 38 | +4   |
| 7    | Islanders FC        | 26  | 18 | 8  | 2 | 8  | 39 | 30 | +9   |
| 8    | Lion Heart          | 15  | 18 | 4  | 3 | 11 | 30 | 60 | -30  |
| 9    | Old Madrid          | 8   | 18 | 2  | 2 | 14 | 19 | 68 | -49  |
| 10   | One Caribbean       | 4   | 18 | 2  | 1 | 15 | 26 | 79 | -53  |

|  | Champion des îles Vierges britanniques |
|  | T : Tenant du titre                    |

## Bilan de la saison
| Championnat des îles Vierges britanniques de football 2021-2022 |                       |
| Champion                                                        | Sugar Boys (2e titre) |
| Dauphin                                                         | Panthers FC           |
| Qualifications continentales                                    |                       |
| Non inscrit                                                     | Non inscrit           |